# Kazachowie
Kazachowie (kaz. Қазақтар Qazaqtar) – naród zaliczany do ludów tureckich, zamieszkujący północną część Azji Środkowej, głównie Kazachstan, ale również Chiny (Sinciang), Uzbekistan, Rosję, Mongolię i w rozproszeniu wszystkie republiki byłego ZSRR. Niegdyś słynęli z polowań z sokołami i niezwykłej zręczności podczas jazdy konnej. W zależności od dawnego obszaru zamieszkania, przynależności plemiennej, pokrewieństwa oraz zawieranych sojuszy, Kazachowie dzielą się na Żuzy: Starszy, Średni i Młodszy Żuz. Te z kolei dzielą się na plemiona i klany.

## Pochodzenie
Istnieją różne teorie na temat pochodzenia słowa Kazach (ż. Kazaszka). Niekiedy jest utożsamiane z – również tureckiego pochodzenia – terminem kozak. Wiadomo, że po raz pierwszy ten termin pojawia się w XIII stuleciu.
Kazachowie są potomkami wczesnych ludów tureckich. Na ich kulturę miały wpływ głównie kultura mongolska, rosyjska.
Język kazachski ma cechy charakterystyczne dla innych języków tureckich, podobieństwo jest tak duże, że Kazachowie, Kirgizi, Tatarzy mogą porozumiewać się między sobą bez tłumaczy.

## Historia
Pod koniec XV i w XVI wieku rozpoczął się proces tworzenia kazachskiej tożsamości narodowej, było to związane z powstaniem Chanatu Kazachskiego. W XIX wieku Kazachowie podbici zostali przez Rosję i rozpoczął się proces rusyfikacji i kolonizowania ziem. Najlepsze ziemie przydatne do uprawy roli przeznaczano pod uprawę dla rosyjskich kozaków i osadników. Kazachowie zaczęli tracić pastwiska. Około 1,5–2,0 mln (40% populacji) Kazachów obecnego Kazachstanu zginęło z braku pożywienia w czasie głodu lat 1919–1920 oraz głodu lat 1931–1933. Najważniejszą przyczyną tak strasznych dwóch kataklizmów była polityka społeczna władz sowieckich: najpierw komunizmu wojennego, potem stalinizmu. Jednym z istotnych zastosowanych przez młode władze radzieckie działań była kolektywizacja, odebranie Kazachom trzód bydła, będących ich jedynym źródłem egzystencji. Głód spowodował liczną emigrację do Chin i do Azji Środkowej (ok. 600 tys.). Część uchodźców później powróciła do Kazachstanu.
Obecnie w Kazachstanie żyje ponad 10 mln Kazachów (stanowią około 65% ludności kraju), w Chinach ok. 1,5 mln, zaś w Mongolii około 140 tysięcy. Duża grupa żyje również w Uzbekistanie – 0,8–1,1 mln i w Rosji – 0,65 mln.
Kazachowie przyjęli islam dopiero w XVI wieku i przez długi czas rywalizował on o wpływy z szamanizmem.
Historyczna populacja Kazachów w poszczególnych republikach radzieckich na podstawie radzieckich spisów ludności:
|                | 1926              | 1939              | 1959              | 1970              | 1979              | 1989              |
| -------------- | ----------------- | ----------------- | ----------------- | ----------------- | ----------------- | ----------------- |
| Kazachska SRR  | 3 627 612 (58,5%) | 2 327 625 (37,8%) | 2 794 966 (30,0%) | 4 161 164 (32,4%) | 5 289 349 (36,0%) | 6 534 616 (39,7%) |
| Uzbecka SRR    | 191 126 (4,0%)    | 305 416 (4,9%)    | 335 267 (4,1%)    | 549 312 (4,6%)    | 620 136 (4,0%)    | 808 227 (4,1%)    |
| Turkmeńska SRR | 9 471 (0,9%)      | 61 397 (4,9%)     | 69 522 (4,6%)     | 68 519 (3,2%)     | 79 539 (2,9%)     | 87 802 (2,5%)     |
| Kirgiska SRR   | 1 766 (0,2%)      | 23 925 (1,6%)     | 20 067 (1,0%)     | 21 998 (0,8%)     | 27 442 (0,8%)     | 37 318 (0,9%)     |
| Rosyjska FSRR  | 136 501 (0,15%)   | 356 500 (0,33%)   | 382 431 (0,33%)   | 477 820 (0,37%)   | 518 060 (0,38%)   | 635 865 (0,43%)   |